# Miquel Buades
Miquel Buades Crespí (La Puebla, Baleares, 4 de marzo de 1980), más conocido como Miquel Buades, es un exfutbolista español que jugaba de defensa central. Su último equipo fue el Albacete Balompié.

## Carrera deportiva
Buades comenzó su carrera como futbolista profesional en 1998 con el Mallorca B que jugaba en Segunda División. Buades disputó sólo dos partidos en la temporada 1998-99, en la que además el Mallorca B bajó a Segunda División B.
En Segunda B aumentó su participación con el filial mallorquinista, yendo incluso convocado con el primer equipo, con el que, sin embargo, no llegó a debutar en Primera División.
En 2002 se marchó al Albacete Balompié, con el que logró el ascenso a Primera División en la temporada 2002-03. Así, la temporada 2003-04 fue la del debut de Buades en Primera División, disputando 24 partidos a lo largo de la temporada, y logrando la salvación con el club manchego.
En la temporada 2004-05 tuvo aún más protagonismo en el Albacete, con el que jugó 31 partidos y marcó dos goles. Sin embargo, en esta temporada, el Albacete descendió a Segunda División.
Con el Albacete disputó dos temporadas más, la 2005-06 y la 2006-07, cuando colgó las botas con sólo 27 años.

## Clubes
| Club              | País   | Año         |
| ----------------- | ------ | ----------- |
| Mallorca B        | España | 1998 - 2002 |
| Albacete Balompié | España | 2002 - 2007 |